# Cosima De Vito
Cosima De Vito (Perth, 1º novembre 1976) è una cantante australiana.

## Biografia
Figlia di immigrati provenienti dalla Sicilia e dalla Puglia (il padre è brindisino), Cosima De Vito è cresciuta nel quartiere Hamilton Hill di Perth. È salita alla ribalta nel 2003, con la sua partecipazione all'edizione inaugurale del talent show Australian Idol. Si è dovuta ritirare nella semifinale per via di un problema di noduli vocali, che le hanno fatto perdere temporaneamente la voce.
Nel 2004 è uscito il suo singolo di debutto, When the War Is Over / One Night Without You, che ha debuttato in vetta alla classifica australiana ed è stato certificato disco di platino dall'Australian Recording Industry Association per aver venduto più di 70 000 copie a livello nazionale. Il singolo ha anticipato l'album Cosima, che ha raggiunto il 2º posto in classifica e ha ottenuto un disco d'oro. Il suo secondo album, This Is Now, è uscito nel 2007, ma ha ottenuto scarso successo commerciale.

## Discografia

### Album in studio
- 2004 – Cosima
- 2007 – This Is Now

### Singoli
- 2004 – When the War Is Over / One Night Without You
- 2004 – Now That You Can't Have Me
- 2007 – Keep It Natural
- 2007 – Movin' On
- 2012 – Right Here, Right Now
- 2013 – Hot Stuff
- 2016 – My Grown-Up Christmas List
- 2017 – The Power of Love